# 蒙唐贝尔
蒙唐贝尔（法語：Montambert，法語發音：[mɔ̃tɑ̃bɛʁ]）是法国涅夫勒省的一个市镇，位于该省南部，属于希农堡（城）区。

## 地理
蒙唐贝尔（46°46'13"N, 3°40'37"E）面积25.97 平方千米，位于法国勃艮第-弗朗什-孔泰大區涅夫勒省，该省份为法国中部省份，北至约讷省，西北接卢瓦雷省，西接谢尔省，南至阿列省，东南接索恩-卢瓦尔省，东临科多尔省。
与蒙唐贝尔接壤的市镇（或旧市镇、城区）包括：拉诺克勒-莫莱、克罗纳、塞西拉图尔、富尔、圣伊莱尔方丹。

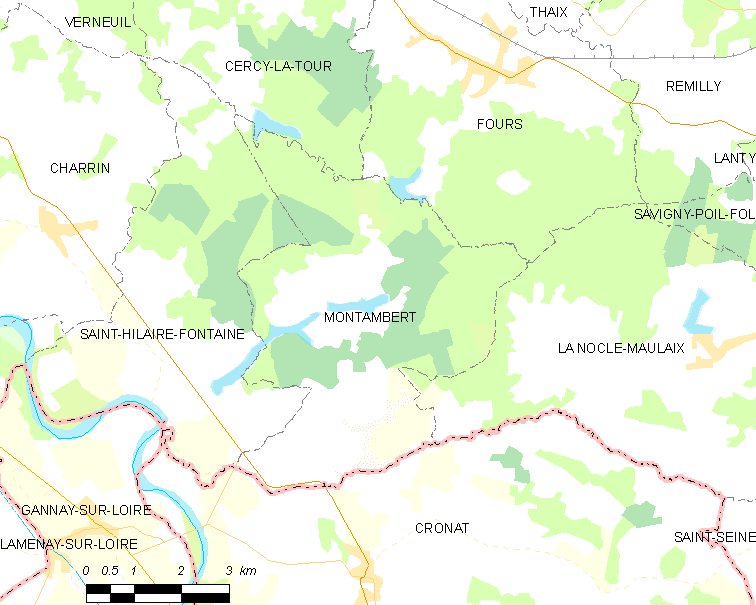
蒙唐贝尔的OSM定位图

蒙唐贝尔的时区为UTC+01:00、UTC+02:00（夏令时）。

## 行政
蒙唐贝尔的邮政编码为58250，INSEE市镇编码为58172。

## 政治
蒙唐贝尔所属的省级选区为吕济县。

## 人口

1962-2008年间蒙唐贝尔人口变化图示

蒙唐贝尔于2022年1月1日时的人口数量为116人。